# William Holman Hunt
William Holman Hunt (ur. 2 kwietnia 1827 w Londynie, zm. 7 września 1910 tamże) – malarz angielski, jeden z głównych przedstawicieli nurtu prerafaelickiego. Jego styl charakteryzuje się wyraźnym kolorem, starannie dopracowanym oświetleniem i dużym przywiązaniem do szczegółów.
W roku 1848 wraz z Dante Gabrielem Rossettim i Johnem Everettem Millaisem założył Bractwo Prerafaelitów.

## Ważniejsze prace(chronologicznie)[2]
- Wigilia św. Agnieszki (lub Ucieczka Magdaleny i Porfira) – 1848, olej na płótnie, Guildhall Art Gallery, Londyn
- Rienzi ślubuje pomstę za śmierć brata – 1848-49, olej na płótnie, własność prywatna
- Nawrócona rodzina brytyjska ukrywa chrześcijańskiego misjonarza przed prześladowaniami druidów – 1849-50, olej na płótnie, Ashmolean Museum, Oksford
- Walencjo wybawia Sylwię od Proteja – 1850-51, olej na płótnie, Birmingham Museum and Art Gallery
- Klaudio i Izabela – 1850-53, olej na płótnie, Tate Gallery, Londyn
- Zły pasterz (lub Najemny pasterz) – 1851, olej na płótnie,  76,4 × 109,5 cm, Manchester City Galleries
- Nasze angielskie wybrzeża (lub Zbłąkane owce) – 1852, olej na płótnie, Tate Gallery, Londyn
- Światłość świata – 1851-53; trzy wersje: Keble College w Oksfordzie, Katedra św. Pawła w Londynie i Manchester Art Gallery
- Przebudzone sumienie – 1853-54, olej na płótnie, Tate Gallery, Londyn
- Kozioł ofiarny – 1854, olej na płótnie, Lady Lever Art Gallery, Port Sunlight
- Poświata w Egipcie – 1854, olej na płótnie, Southampton Art Gallery
- Odnalezienie Jezusa w świątyni – 1854-60, olej na płótnie, Birmingham Museum and Art Gallery
- Święto dzieci (lub Allison Fairbairn i jej dzieci) – 1864-65, olej na płótnie, City Council, Torquay
- Cień śmierci – 1870-73, tempera i olej na płótnie, City Art Gallery, Manchester
- Pani z Shalott – 1886-1905, olej na płótnie, City Art Gallery, Manchester

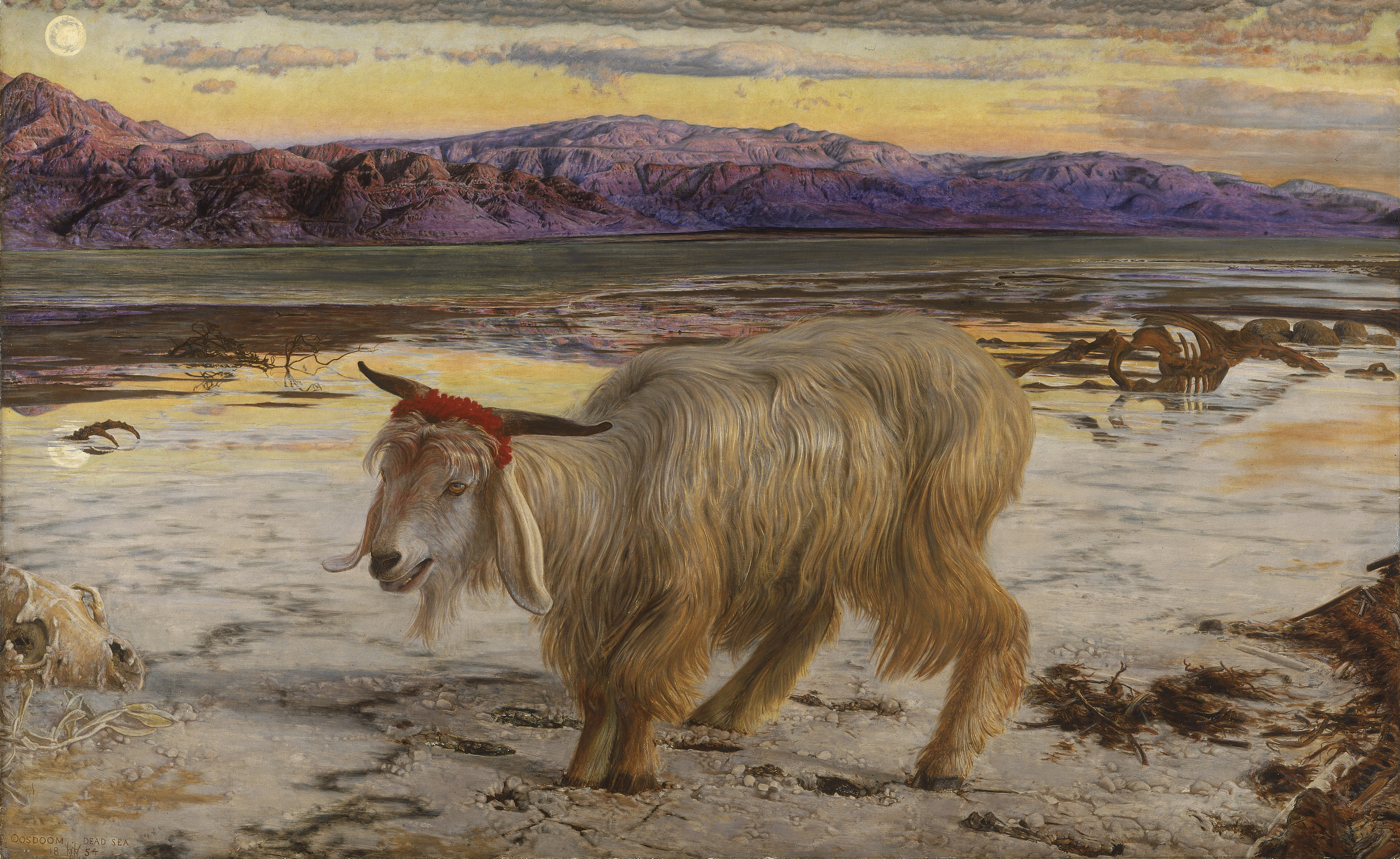
Kozioł ofiarny, 1854
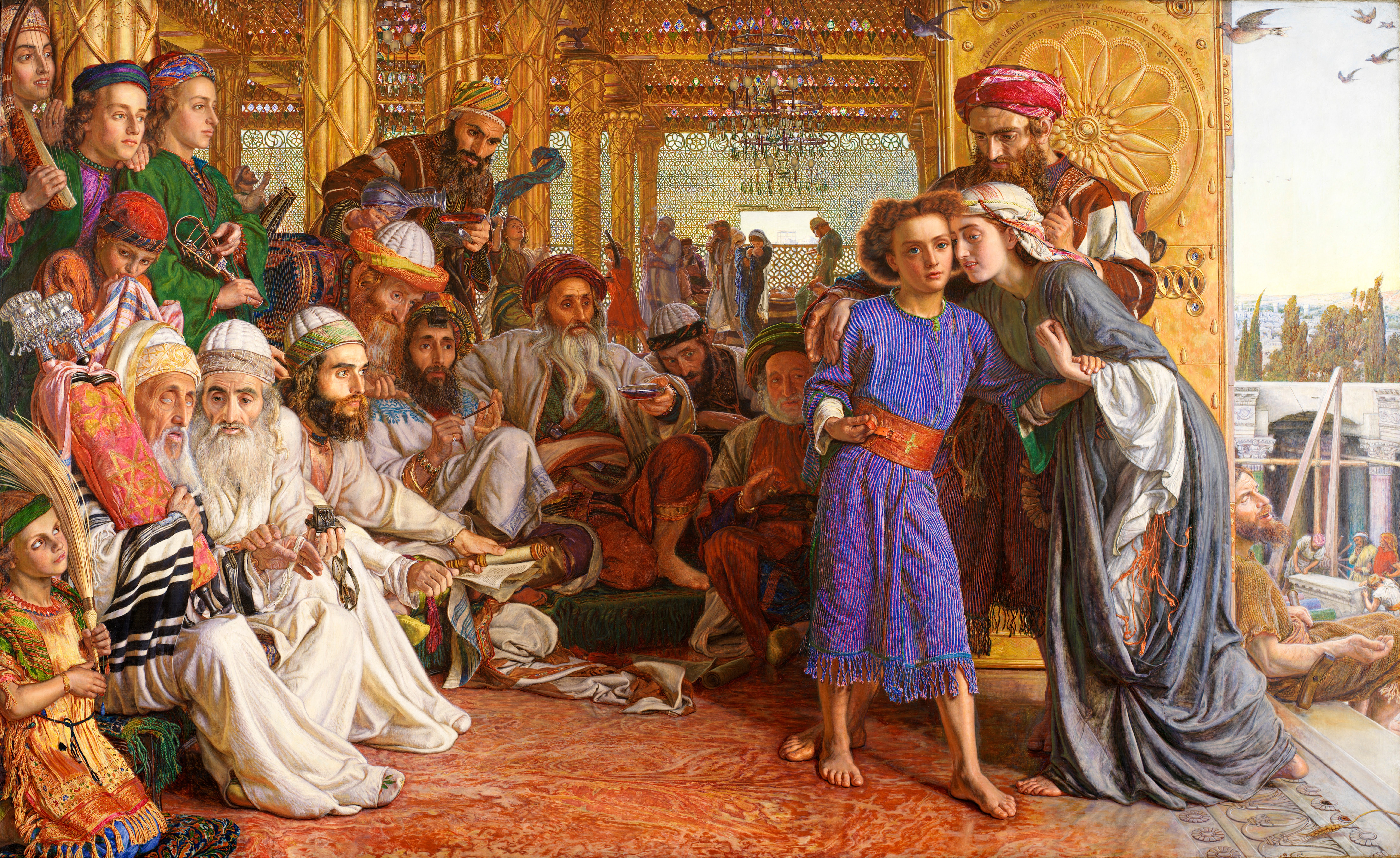
Odnalezienie Jezusa w Świątyni, 1855
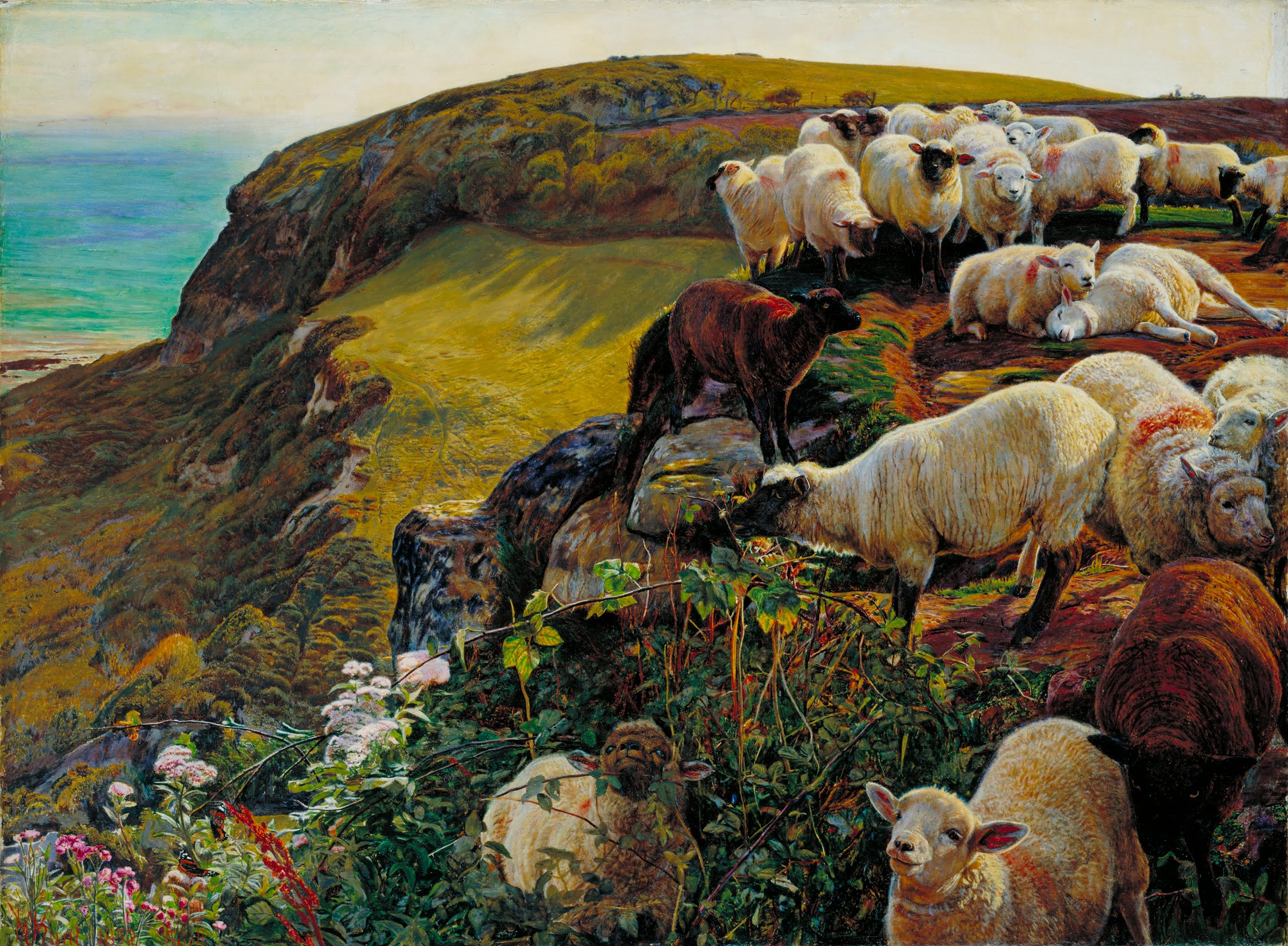
Nasze angielskie wybrzeża, 1852